# Langemarckhalle

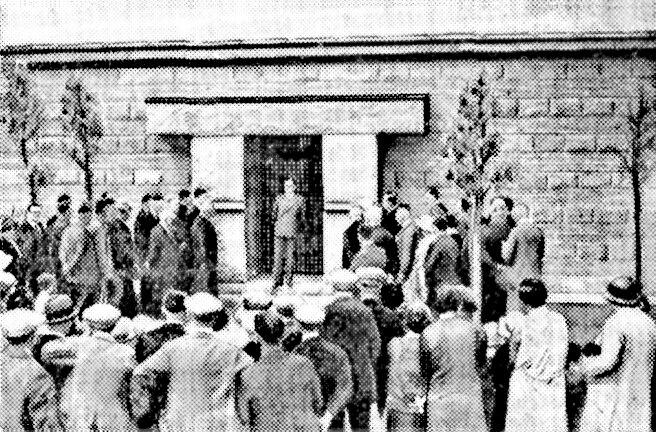
Sacred timme vid monumentet Langemarck (10 juli 1932)

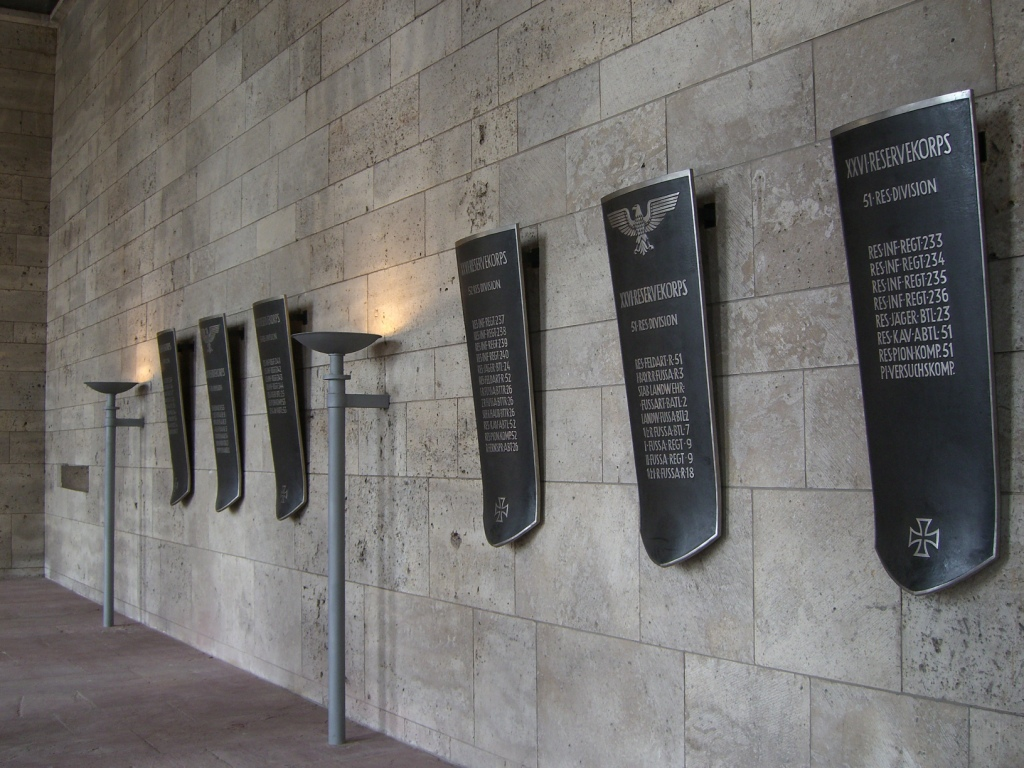
Langemarckhalle

Langemarckhalle är en minneshall på Berlins olympiaområde i stadsdelen Westend i stadsdelsområdet Charlottenburg-Wilmersdorf. Den befinner sig under klocktornet Glockenturm vid randen av Maifeld. 
Hallen skapades i samband med den olympiska sommarspelen 1936 av Werner March till minne av de stupade vid slaget i Langemarck i Flandern under första världskriget. Den var en del av den mytifering som skedde av slaget i Langemarck ("Mythos von Langemarck"). Hallen förstördes under andra världskriget men återuppbyggdes tillsammans med Glockenturm 1960-1962. Hallen sanerades inför VM i fotboll 2006 och Deutsches Historisches Museum skapade en utställning kring Langemarckhalle och Olympiaområdet.